# Ottmar Ballweg
Ottmar Ballweg (11 de março de 1928, Hockenheim - 17 de setembro de 2019) foi um filósofo e jurista alemão.

## Biografia
Após obter seu doutorado em Direito em 1959 na Faculdade de Direito de Basileia, ele se habilitou em 1968 nas áreas de Filosofia do Direito e Sociologia Jurídica na Universidade Johannes Gutenberg de Mainz, onde foi professor dessas disciplinas de 1973 até sua aposentadoria em 1993.
Ballweg foi, ao lado de Theodor Viehweg, o principal representante da Escola de Mainz, uma corrente da retórica jurídica. No Brasil, seu pensamento foi adotado por diversos filósofos do direito, especialmente Tércio Sampaio Ferraz Júnior e João Maurício Adeodato.

## Principais publicações[2][3]
- BALLWEG, Ottmar. Zu einer Lehre von der Natur der Sache. Helbing & Lichtenhahn, Basel 1960, 2. Aufl. 1963.
- BALLWEG, Ottmar. Rechtswissenschaft und Jurisprudenz. Helbing & Lichtenhahn, Basel 1970.
- BALLWEG, Ottmar; SEIBERT, Thomas-Michael (Hrsg). Rhetorische Rechtstheorie: Festschrift für Theodor Viehweg. Freiburg, 1982.
- BALLWEG, Ottmar. Analytische Rhetorik als juristische Grundlagenforschung. In: ALEXY, R.; DREIER, R. NEUMANN, U. (Hrsg.). Archiv für Rechts- und Sozialphilosophie, Beiheft 44, Stuttgart: Franz Steiner Verlag, 1991a, pp. 45-54.
- BALLWEG, Ottmar. Entwurf einer analytischen Rhetorik. In: SCHANZE; KOPPERSCHMIDT (Hrsg.). Rhetorik und Philosophie. München: Wilhelm Fink Verlag, 1989, pp. 229- 247.